# Saski Baskonia B
O Baskonia B é a equipe reserva do Baskonia localizado na cidade de Vitoria-Gastez, Espanha que atualmente disputa a Liga LEB Prata. A equipe manda seus jogos como mandante no Polideportivo Mendizorrotza com capacidade para 4.000 espectadores.

## Histórico de temporadas
| Temporada | Nível | Liga        | Pos. | V-D   |
| --------- | ----- | ----------- | ---- | ----- |
| 2000–01   | 4     | Liga EBA    | 15º  | 9–21  |
| 2001–05   | 5     | 1ª División |      |       |
| 2005–06   | 5     | 1ª División | 13º  | 20–10 |
| 2006–07   | 5     | 1ª División | 3º   | 20–6  |
| 2007–08   | 6     | 1ª División | 6º   | 13–15 |
| 2008–09   | 6     | 1ª División | 4º   | 20–8  |
| 2009–10   | 5     | 1ª División | 15º  | 15–13 |
| 2010–11   | 5     | 1ª División | 7º   | 16–12 |
| 2011–12   | 5     | 1ª División | 7º   | 13–15 |
| 2012–13   | 5     | 1ª División | 16º  | 2–28  |
| 2013–14   | 5     | 1ª División | 9º   | 13–15 |
| 2014–15   | 5     | 1ª División | 1º   | 22–4  |
| 2015–16   | 5     | 1ª División | 3º   | 18–10 |
| 2016–17   | 5     | 1ª División | 1º   | 23–3  |
| 2017–18   | 3     | LEB Prata   | 10º  | 13–17 |